# José Rodrígez Fuster
José Rodrígez Fuster (Villa Clara, 1946–) kubai festőművész, grafikus, keramikus, szobrász.

## Életútja
1946-ban született Villa Clarában (Kuba) és jelenleg Havanna róla elnevezett, Fusterlandia nevű negyedében él (más néven Jaimanitas városrész), a környék egyben a művész legnagyobb életműve. Fuster különböző művészeti ágakban jeleskedik, festő, szobrász, keramikus, de leginkább az iparművészeti és mozaik munkáiról híres. A hatvanas években a Művészeti Oktatók Nemzeti Iskoláján (E.N.I.A.) tanult, számos művészeti kutatóintézet tanácsadója, egyetemi tanár és kurátor volt. A Kubai Kézművesek és Művészek Szövetségének (ACAA) jeles tagja.

## Kiállítások és díjak
Fuster számos személyes kiállítást tartott, ezek közt például: 1967-ben akvarelleket és rajzokat mutatott be, Alegría de vivir címmel a Havanna galériáiban vándorkiállításon. 1976-ban rajzok és kerámiák a bukaresti Operaházban, majd 1994-ben került megrendezésre Akvarellek és Fuster-kerámiák címmel Havannában. 1998-ban Lyonban, Franciaországban bemutatták a Pinturas de aceite de Fúster (Fuster olajfestményei) című kiállítást. A fent említetteken túl Fuster további kiállításokat rendezett, valamint a művész maga is részt vett kollektív kiállításon. 1966-ban megalapította az ENIA diákjaiból álló Arte Popular (Népi Művészet) kört. 1975-ben tartották a Kubai Kerámiák című kiállítást Havannában. Számos díjat és elismerést is kapott, 1974-ben a Kubai Nemzeti Szépművészeti Múzeumban elnyerte a IV. Nemzeti Ifjúsági Képzőművészeti Kerámia díját. Több alkalommal díjazták az Amelia Peláez kerámia- és más plasztikai művészeti szalonokban.

## Stílus és mesterek
Fuster legfőbb példaképeiként Antoni Gaudí és Pablo Picasso említhetők, a mesterek stílusjegyeivel a hasonlóság Fuster főbb műveiben is tükröződik, nem hiába nevezik gyakran a Karib-térség Picassójának. Munkáiban jellemző elemként szinte mindenütt jelen vannak a kubai történelem egyes mozzanatai, a forradalom, szabadság, szerelem és a nőiességet jelképező idomok. A legnagyobb és Kubában legismertebb munkája maga a havannai háza és környéke, az úgynevezett mozaikváros, Fusterlandia, melynek művészi és funkcionális felújítása a mai napig tart.

## Fordítás
- Ez a szócikk részben vagy egészben  a   José Rodrígez Fuster című spanyol Wikipédia-szócikk ezen változatának fordításán alapul.  Az eredeti cikk szerkesztőit annak laptörténete sorolja fel. Ez a jelzés csupán a megfogalmazás eredetét és a szerzői jogokat jelzi, nem szolgál a cikkben szereplő információk forrásmegjelöléseként.